# Magyarsarlós
Magyarsarlós là một thị trấn thuộc hạt Baranya, Hungary. Thị trấn này có diện tích 8,03 km², dân số năm 2010 là 309 người, mật độ 38 người/km².